# 도라에몽 노비타의 마계대모험
《극장판 도라에몽: 진구의 마계대모험》(映画ドラえもん のび太の魔界大冒険)은 일본에서 1984년 3월 17일에 개봉했다.

## 스토리
현실에 질린 진구는 마법사가 되는 것을 꿈꾸게 되는데, 당연히 불가능한 일이지만 만약의 상자의 힘으로 마법 세계를 실현한다. 그러나 마법세계도 마법이 과학을 대신할 뿐 기존 세계와 별 다를 것은 없어서 현실에서 공부와 운동을 못해서 놀림거리였던 진구는 마법 세계에서도 마법을 제대로 못 써서 놀림거리가 된다. 그러던 중, 마법 세계에 무서운 적들이 쳐들어온다.

## 등장인물
- 도라에몽
- 노진구
- 만퉁퉁
- 왕비실
- 신이슬
- 도라미
- 미요코

마법소녀. 아버지인 만게츠 박사와 함께 살고 있으며 악마들에게 대항한다. 마법에 걸려 고양이가 되는 고생을 했으며, 보름달 빛에만 마법이 일시적으로 풀렸다. 고양이 형태에서는 말이 제대로 통하지를 않아 번역 곤약을 먹고 나서야 겨우 대화가 가능했다.
- 만게츠 박사

유명한 마법사. 악마들이 쳐들어온다고 사람들을 설득하지만 아무도 믿어주지 않는 상황. 결국 쳐들어온 악마들에게 잡혀간다.
- 대마왕

지구를 침략하러 온 악마들의 왕. 다른 악마들과는 겉모습부터 다르다.
- 메두사

대마왕의 부하. 진구와 도라에몽을 돌로 만들었지만 나중에 미요코의 엄마 되지만 죽게 된다.